# Discografia de Twins
A discografia de Twins, um duo de Hong Kong, do gênero Cantopop que foi formado em 2001, consiste em 15 álbuns de estúdio, três EPs, 5 álbuns de compilação, e 4 álbuns ao vivo.

## 2001
| Álbum Nº | Título do Álbum          | Informações do Álbum                                                            |
| -------- | ------------------------ | ------------------------------------------------------------------------------- |
| 1        | Twins (EP de 2001)       | - Lançamento: Agosto de 2001 - Língua: Cantonês - Gravadora: EGG - Gênero: Pop  |
| 2        | Twins' Love (愛情當入樽) | - Lançamento: Novembro de 2001 - Língua: Cantonês - Gravadora:EEG - Gênero: Pop |

## 2002
| Álbum Nº | Titulo do Álbum                                  | Informações do Álbum                                                               |
| -------- | ------------------------------------------------ | ---------------------------------------------------------------------------------- |
| 3        | Twins (EP de 2002) (雙生兒)                      | - Lançamento: Janeiro de 2002 - Língua: Cantonês - Gravadora: EEG - Gênero: Pop    |
| 4        | Our Souvenir (我們的紀念冊)                      | - Lançamento: Maio de 2002 - Língua: Cantonês - Gravadora: - Gênero: Pop           |
| 5        | Amazing Album                                    | - Lançamento: Agosto de 2002 - Língua: Cantonês - Gravadora: - Gênero: Cantopop    |
| 6        | Twins Ichiban Amazing Show (Concerto em DVD/VCD) | - Lançamento: - Língua: Cantonese - Gravadora: - Gênero: Cantopop                  |
| 7        | Happy Together (New + Best Songs)                | - Lançamento: 14 de Novembro de 2002 - Língua: Cantonês - Gravadora: - Gênero: Pop |

## 2003
| Álbum Nº | Título do Álbum                          | Informações do Álbum                                                              |
| -------- | ---------------------------------------- | --------------------------------------------------------------------------------- |
| 8        | Touch of Love                            | - Lançamento: Abril de 2003 - Língua: Cantonês - Gravadora: - Gênero:             |
| 9        | Evolution (進化論)                       | - Lançamento: Setembro de 2003 - Língua: Cantonês - Gravadora: - Gênero: Cantopop |
| 10       | Singing in the Twins Wonderland (Vol. 1) | - Lançamento: Novembro de 2003 - Língua: - Gravadora: EEG - Gênero:               |
| 11       | Singing in the Twins Wonderland (Vol. 2) | - Lançamento: Novembro de 2003 - Language: - Gravadora: EEG - Gênero:             |

## 2004
| Álbum Nº | Título do Álbum                             | Informações do Álbum                                                                 |
| -------- | ------------------------------------------- | ------------------------------------------------------------------------------------ |
| 12       | Magic                                       | - Lançamento: Janeiro de 2004 - Língua: Cantonês - Gravadora: EEG - Gênero: Cantopop |
| 13       | Si Xi Lin Men Xi Ying Chun (四囍臨門喜迎春) | - Lançamento: Janeiro de 2004 - Língua: - Gravadora: EEG - Gênero: Cantopop          |
| 14       | 04 Concert (零4好玩演唱會)                  | - Lançamento: February 2004 - Língua: Cantonês - Gravadora: EEG - Gênero:            |
| 15       | Singing in the Twins Wonderland (Vol. 3)    | - Lançamento: Abril de 2004 - Língua: - Gravadora: EEG - Gênero: Cantopop            |
| 16       | Girl Power                                  | - Lançamento: Junho de 2004 - Língua: Cantonês - Gravadora: EEG - Gênero: Cantopop   |
| 17       | Singing in the Twins Wonderland (Vol. 4)    | - Lançamento: Agosto de 2004 - Língua: - Gravadora: EEG - Gênero:                    |
| 18       | Such A Better Day (New + Best Songs)        | - Lançamento: Dezembro de 2004 - Língua: Cantonês - Gravadora: EEG - Gênero:         |

## 2005
| Álbum Nº | Título do Álbum             | Informações do Álbum                                                           |
| -------- | --------------------------- | ------------------------------------------------------------------------------ |
| 19       | Trainee Cupid (見習愛神)    | - Lançamento: Março de 2005 - Língua: Mandarim - Gravadora: EEG - Gênero:      |
| 20       | Samba                       | - Lançamento: Junho de 2005 - Língua: Cantonês - Gravadora: EEG - Gênero:      |
| 21       | 芝See菇Bi Family (三十六計) | - Lançamento: Setembro de 2005 - Language: Cantonês - Gravadora: EEG - Gênero: |
| 22       | The Missing Piece 一時無兩  | - Lançamento: Dezembro de 2005 - Língua: Cantonês - Gravadora: EEG - Gênero:   |

## 2006
| Álbum Nº | Título do Album                                   | Informações do Álbum                                                        |
| -------- | ------------------------------------------------- | --------------------------------------------------------------------------- |
| 23       | same time no both concert (Twins一時無兩演唱會)   | - Lançamento: Fevereiro de 2006 - Língua: - Gravadora: - Gênero:            |
| 24       | Around the World with 80 Dollars (八十塊環遊世界) | - Lançamento: Junho de 2006 - Língua: Mandarim - Gravadora: EEG - Gênero:   |
| 25       | Ho Hoo Tan                                        | - Lançamento: Setembro de 2006 - Língua:Cantonês - Gravadora: EEG - Gênero: |

## 2007
| Álbum Nº | Título do Álbum                                                            | Informações do Álbum                                                                           |
| -------- | -------------------------------------------------------------------------- | ---------------------------------------------------------------------------------------------- |
| 26       | Our Love - Sexto Aniversário (Nova + Melhor seleção) (Edição Especial 3CD) | - Lançamento: Fevereiro de 2007 - Língua:Cantonês/Mandarim - Gravadora: EEG - Gênero: Cantopop |
| 27       | Twins Party                                                                | - Lançamento: Setembro de 2007 - Língua: Cantonês - Gravadora: EEG - Gênero: Cantopop          |

## 2008
| Álbum Nº | Título do Álbum                               | Informações do Álbum                                                    |
| -------- | --------------------------------------------- | ----------------------------------------------------------------------- |
| 28       | 桐话妍语 (Gillian's Words, Charlene's Speech) | - Lançamento: Janeiro de 2008 - Língua:Mandarim - Gênero: EEG - Gênero: |

## 2010
| Álbum Nº | Título do Álbum                                                     | Informações do Álbum                                                     |
| -------- | ------------------------------------------------------------------- | ------------------------------------------------------------------------ |
| 29       | Gillian EP + Twins Everyone Bounce 2010 New + Best Selections (2CD) | - Lançamento: Março de 2010 - Língua:Cantonês - Gravadora: EEG - Gênero: |

## 2011
| Álbum Nº | Título do Álbum                   | Informações do Álbum                                                      |
| -------- | --------------------------------- | ------------------------------------------------------------------------- |
| 30       | 3650 Twins 10th Anniversary Album | - Lançamento: Julho de 2011 - Língua:Mandarint - Gravadora: EEG - Gênero: |

## 2012
| Álbum Nº | Título do Álbum | Informações do Álbum                                                     |
| -------- | --------------- | ------------------------------------------------------------------------ |
| 31       | 2 Be Free       | - Lançamento: Março de 2012 - Língua:Cantonês - Gravadora: EEG - Gênero: |